# Lo tiramole
Lo tiramole è una canzone popolare napoletana scritta da autori ignoti nel XVI secolo.

## Storia
La canzone è una caricatura dell'antica attività del dentista, il cui mestiere veniva esercitato da qualche barbiere o da qualche improvvisato ambulante. Il testo narra d'un abbindolatore intento a offrire il suo servizio di pomate magiche capaci di far ricrescere le moli.

## Interpretazioni
Nel 1963, Sergio Bruni incise una versione del brano rielaborata e diretta dall'orchestra di Carlo Esposito, con titolo 'O tiramole.
- Roberto Murolo
- Sergio Bruni
- Amália Rodrigues